# Rajniss Ferenc
Rajniss Ferenc Jakab (Bártfa, 1893. július 24. – Budapest, 1946. március 12.) szélsőjobboldali magyar újságíró, lapszerkesztő, politikus, az Új Magyarság és a Magyar Futár című hetilap főszerkesztője, a Szálasi-kormány vallás- és közoktatásügyi minisztere.  A Népbíróság ítélete alapján kivégezték.

## Életrajza
Római katolikus családban született, apja Rajniss János, anyja Blaskovits Mária volt. Nagyváradon tanítóképzőt végzett, és az első világháborúig Bukarestben, a helyi magyarok képzésére fenntartott Szent László Intézetben tanított. A háborúban előbb a szerb, majd az orosz frontra került, ahol 1915-ben fogságba esett. 1919-ben megszökött Szibériából, de a finn határon elfogták, és halálra ítélték. Végül Petrográdban és Moszkvában tartották börtönben 1922-ben, amikor magyarországi kommunista foglyokért magyar rabokat engedtek haza. 
Magyarországon szociális intézményeknél dolgozott, majd 1926-tól kezdve két évig New Yorkban, a Columbia Egyetemen tanult. Hazatérve megalapította a Vöröskeresztnek alárendelt első szociális iskolát, majd pénzügyi-közgazdasági tanulmányait Londonban fejezte be 1928-ban. Ugyanebben az évben az Országos Társadalombiztosító Intézet (OTI) titkára, a következő évben pedig aligazgatója lett. Az OTI szanálásakor lemondott, 1931-ben közgazdasági doktorátust szerzett Budapesten. Közben beutazta Európát, és szociálpolitikai témakörben angolul, németül és franciául is publikált.
1935-ben pártonkívüliként képviselővé választották Dombóváron a Gömbös Gyula támogatásával létrejött úgynevezett Reformnemzedék színeiben, ám ez a mozgalom rövidesen elenyészett. 1936-ban megnősült, elvette Fényes Annát, Fényes Endre és Abonyi Ilona lányát. 1937-ben a nemzetiszocialista Nemzeti Front tagja lett, a parlamentben is őket képviselte. A belső ellentétek hatására,1939 januárjában elhagyta a pártot. 1939-ben a Magyar Élet Pártja képviselője lett (ismét Dombóváron jutott mandátumhoz), majd átlépett az Imrédy Béla alapította Magyar Megújulás Pártjába. Az Új Magyarság, később a Magyar Futár szerkesztője volt. Az országgyűlésben hatásos szónoklatokat tartott. 1944. október 16. és 1945. március 7. között látta el a Szálasi-kormányban a vallás- és közoktatásügyi miniszteri teendőket. A Népbíróság a második világháború után háborús bűnösként halálra ítélte, kivégezték.

## Főbb művei
- A szociális nevelés értéke és anyaga; Pesti Könyvny., Bp., 1929
- A jobb magyar életért. Rajniss Ferenc cikkeiből. Megjelentek az Új Magyarságban; Kertész Ny., Bp., 1935
- Nyílt levél gróf Teleki Pál m. kir. miniszterelnök úrhoz dr. Kacsoh Bálint v. árkormánybiztos, kereskedelemügyi államtitkár ügyében; Centrum Ny., Bp., 1941
- Szálasi minisztere voltam. Rajniss Ferenc naplója; szerk., tan., dokumentumtár, jegyz. Sipos Péter; Palatinus, Bp., 2001 (Korok és dokumentumok) ISBN 963-9259-71-3